# Bernhard Rupprecht
Bernhard Rupprecht (* 10. März 1928 in Bamberg; † 6. November 2017) war ein deutscher Kunsthistoriker, insbesondere der Malerei und der Architektur der Renaissance und des Barock.

## Leben und Werk
Rupprecht studierte von 1951 bis 1957 Kunstgeschichte, Geschichte, Philosophie und Archäologie an der Philosophisch-theologischen Hochschule Bamberg (heute Otto-Friedrich-Universität Bamberg) und der Ludwig-Maximilians-Universität München. Dort wurde er bei Hans Sedlmayr mit der Dissertation Die bayerische Rokoko-Kirche promoviert. 1958 und 1959 forschte er mit Stipendium des Freistaates Bayern am Zentralinstitut für Kunstgeschichte in München, dem sich 1960 ein Forschungsauftrag der Deutschen Forschungsgemeinschaft (DFG) anschloss. Rupprecht untersuchte unter anderem die Villen des Andrea Palladio in Oberitalien. 1961 wechselte er an das Kunsthistorische Institut in Florenz, wo er bis 1963 die Renaissancearchitektur Oberitaliens untersuchte.
Anschließend kehrte er an das Kunsthistorische Seminar der Universität München zurück und vertiefte seine Studien der Ausmalung süddeutscher Kirchen im Zeitalter des Barock und des Rokoko. 1966 war er Mitbegründer und Mitherausgeber des „Corpus der barocken Deckenmalerei in Deutschland“. Im selben Jahr habilitierte er sich in München mit dem Thema „Die Villa in Veneto“.
1969 wurde er an die neu gegründeten Universität Regensburg berufen, wo er bis 1974 als erster Professor an einer „Abteilung für Kunstgeschichte“ lehrte. Aus dieser Abteilung entstand 1976 der Lehrstuhl für Kunstgeschichte. 1974 folgte Rupprecht einer Berufung an das Institut für Kunstgeschichte der Friedrich-Alexander-Universität Erlangen-Nürnberg, wo er für das mehrbändige Unternehmen des „Corpus der barocken Deckenmalerei in Deutschland“ die Unterstützung der Deutschen Forschungsgemeinschaft (DFG) erreichte. Zu seinen bekanntesten Schülern zählen Helmut-Eberhard Paulus und Wolf Eiermann. Nach seiner Emeritierung 1993 beschäftigte sich Rupprecht unter anderem mit der Venezianischen Malerei des 16. Jahrhunderts, vor allem mit den Werken Tintorettos.